# SIGLEC5
SIGLEC5 (Sialic acid-binding Ig-like lectin 5; Ig-подобный лектин 5, связывающий сиаловую кислоту; CD170) — белок, молекула клеточной адгезии. Взаимодействует с сиаловыми кислотами. Продукт гена человека SIGLEC1. 

## Локализация
Экспрессирован на моноцитах и нейтрофилах. Особенно высокая экспрессия обнаружена на клетках периферической крови, селезёнки и костного мозга, присутствует также на миелоидных клетках в лимфатических узлах, лёгких, аппендиксе, плаценте, поджелудочной железе и тимусе. SIGLEC1 отсутствует на лейкемических клетках, представляющих ранние этапы миеломоноцитической дифференцировки.